# گوندارس سلیتانس

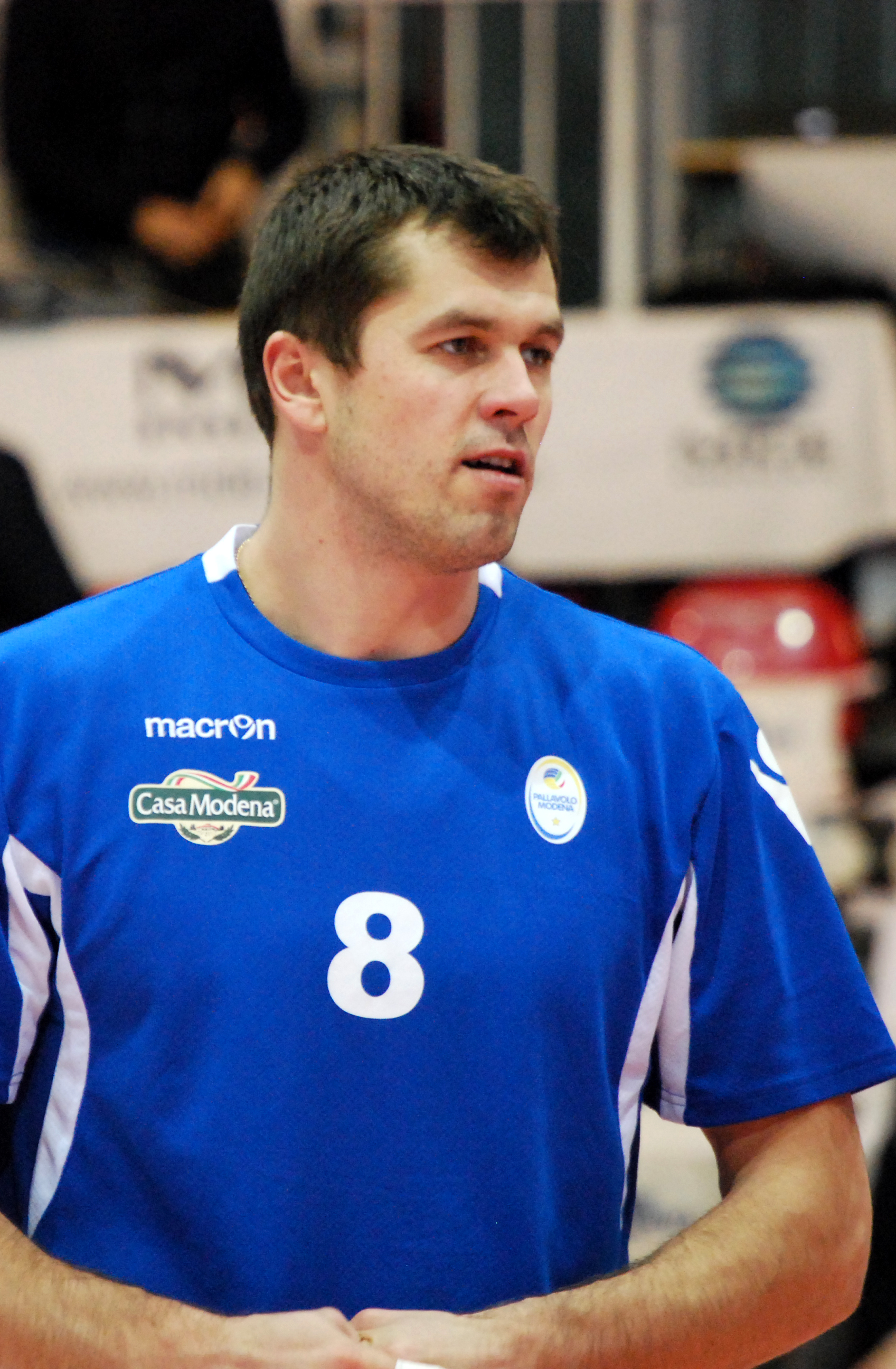
سلیتانس

گوندارس سلیتانس (به انگلیسی: Gundars Celitāns) (متولد ۱۴ ژوئن ۱۹۸۵ در داگاوپیلس) بازیکن والیبال اهل لتونی، عضو تیم ملی والیبال لتونی و باشگاه بویوک سهیر استانبول است.